# 龍涎香

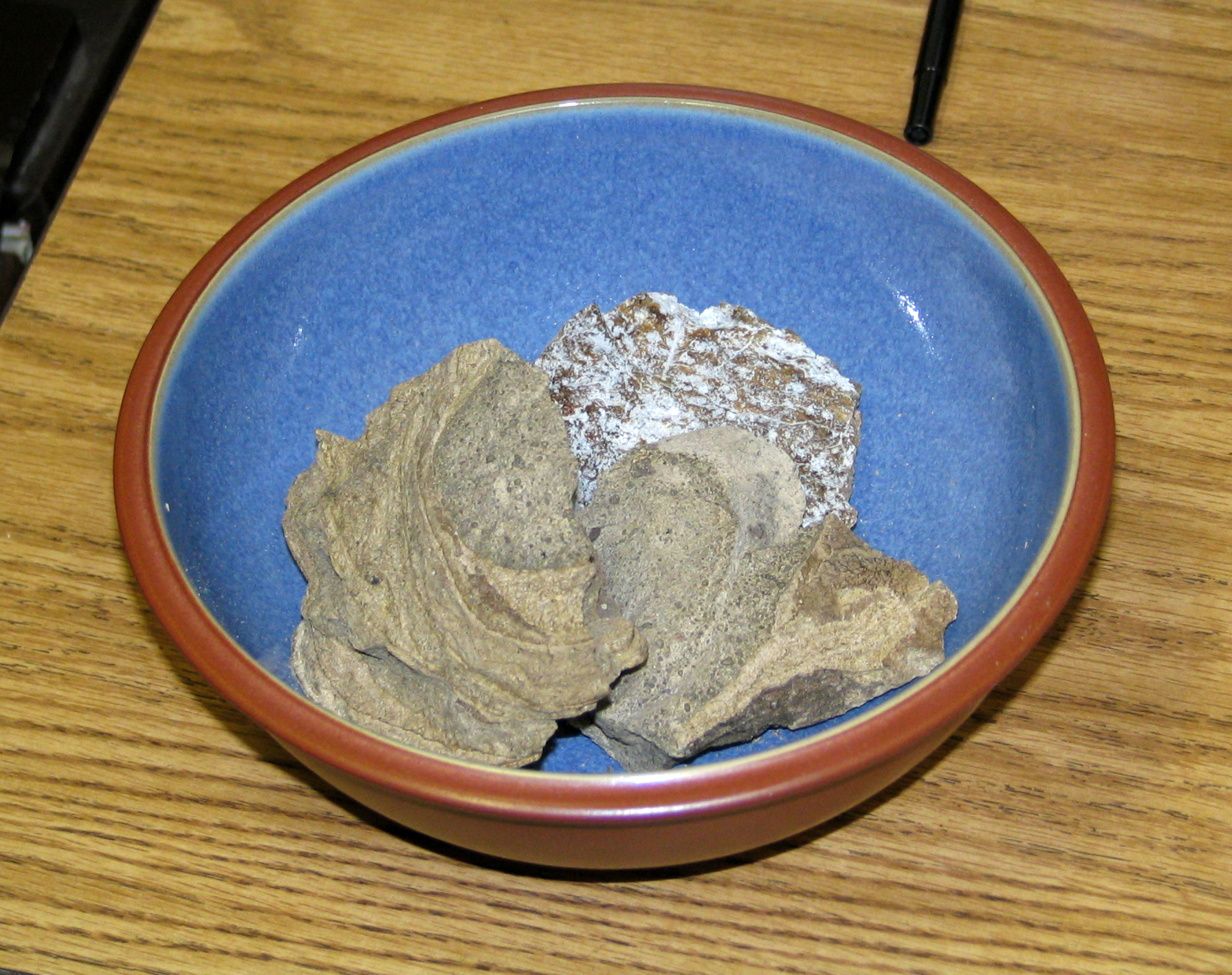
龍涎香

龍涎香（英語：Ambergris），古称阿末香、俺八儿香，在西方又稱灰琥珀，是一種外貌陰灰或黑色的固態臘狀可燃物質，從抹香鯨消化系統所產生。龍涎香有其獨特的甘甜土質香味（類似異丙醇的氣味）。現在它的大部分成分都可以用化學合成，龍涎香歷史上主要用來當做香水的定香劑。漢代，漁民在海裡撈到一些成品龍香，乾燥後能發出持久的香氣，點燃時更是香味四溢，於是被當著寶物貢獻給皇帝，在宮庭裡用作香料，或作為藥物，並叫做「龍涎香」。而歐洲人把龍涎香叫做「琥珀香」，其中羅馬人叫做「撒克」，法國人叫做「黃色的香料」，英國人叫做「琥珀」。
阿末或俺八儿是阿拉伯语“‎”的音译。沙琛写的七律《奉和王幼海太守丽江杂咏》中的俺跋卢香就是俺八儿香。

## 形成原因
事实上，深海中的巨乌贼正是抹香鲸的主要食物。乌贼的肉比较软，但鸟喙状的颚片和内骨骼却难以消化，通常会残留在胃中。曾经有人在一头抹香鲸的胃中发现两万多个颚片。有種理論認為，這些不容易消化的物體，抹香鯨的腸道中會分泌一些物質包裹這些東西使其容易通過腸胃，時間久了，累積的分泌物導致體積越來越大，最終排出鯨的體外，這就是龍涎香的由來。
偶尔会有些难以消化的固体物质进入抹香鲸的肠道并随着肠道的蠕动进入直肠，与粪便混合并使粪便结成半固体状。因为抹香鲸的正常粪便是液态的，牠的肛门也不能排出固态的粪便，这些半固体状会堵塞直肠，导致排便困难。为了使排便恢复畅通，只好加强了肠壁对粪便中水分的重吸收，使阻塞物体积缩小，并透過肠道蠕动使其表面变得光滑，形成粪石。这样一来，液态的粪便就能通过阻塞物和直肠壁的空隙排出了。但阻塞物就像一个小水坝，截留了粪液带来的新的固体物，于是粪石越裹越大，并在抹香鲸的肠道中经过细菌和各种酶的复杂加工，最终形成龙涎香。大约100头抹香鲸中，只有一头体内有龙涎香。虽然粪石本身对抹香鲸没有太大的危害，但如果长得太大，就可能使肠壁破裂，最终导致抹香鲸的死亡。1914年，就有一位捕鲸人在抹香鲸肠道中发现过一块重达455公斤的龙涎香。
目前人们发现的大部分龙涎香都是由抹香鲸产生的，但有些小抹香鲸（Kogia breviceps）的肠道中也会有龙涎香。还有记载，曾在北瓶鼻鲸（Hyperoodon ampullatus）和一些种类的须鲸体内也发现过类似龙涎香的物质。
由於每一塊龙涎香都經過不同的過程才排出抹香鯨體外，所以每一塊皆有它的特別香氣。龍涎香很輕像浮石，表面摸起來有種蠟般的質感。它們剛被排放出來時是黑色的，像糞便一樣，軟到可以揉成球。隨著時間過去發生氧化之後，它就會變成銀色。

## 史上與跨文化間的價值
龍涎香在唐代称为阿末香，即来自阿拉伯语anbar。段成式《酉阳杂俎》“拨拔力国，在西南海中，不食五谷，食肉而已。常针牛畜脉，取血和乳生食。无衣服，唯腰下用羊皮掩之。其妇人洁白端正，国人自掠卖与外国商人，其价数倍。土地唯有象牙及阿末香”。
宋代称为龙涎：《岭外代答》　龙涎条：“大食西海多龙，枕石一睡，涎沫浮水，积而能坚。鲛人探之以为至宝。新者色白，稍久则紫，甚久则黑。因至番禺尝见之，不薰不莸，似浮石而轻也。人云龍涎有異香，或云龍涎氣腥能發眾香，皆非也。龍涎於香本無損益，但能聚煙耳。和香而用真龍涎，焚之一銖，翠煙浮空，結而不散，座客可用一翦分煙縷。此其所以然者，蜃氣樓台之餘烈也”。龍涎香在宋代仍是高價奢侈品，在當時志怪小說夷堅志裡，就有仿製龍涎香以牟取暴利的記載，夷堅丁志卷九："許道壽者，本建康道士。後還為民，居臨安太廟前，以鬻香為業。仿廣州造龍涎諸香，雖沉麝箋檀，亦大半作偽。其母寡居久，忽如妊娠，一產二物，身成小兒形而頭一為貓、一為鴉，惡而殺之。數日間母子皆死，時隆興元年。"，此一故事，提到了商人在南宋國都臨安（今杭州市）販賣號稱廣州造的偽製龍涎香的情形，廣州在宋元時期即為中西海上貿易的主要大港之一（其他如泉州、明州等）。
宋代陳敬《陳氏香譜》：「葉庭珪云：龍涎出大食國，其龍多蟠伏於洋中之大石，臥而吐涎，涎浮水面，人見烏林上異禽翔集，眾魚游泳爭噆之，則殳取焉。」
明朝三宝太监郑和下西洋时曾访问苏门答腊北的龙涎屿；此岛以出产龙涎而得名；随行通译费信在《星槎胜览》中有专章记述龙涎的采集和售价：“龙涎屿：此屿南立海中，浮艳海面，波击云腾。每至春间，群龙所集于上，交戏而遗涎沫，番人乃架独木舟登此屿，采取而归。设遇风波，则人俱下海，一手附舟傍，一手揖水而至岸也。其龙涎初若脂胶，黑黄色，颇有鱼腥之气，久则成就大泥。或大鱼腹中剖出，若斗大圆珠，亦觉鱼腥，间焚之，其发清香可爱。货于苏门之市，价亦非轻，官秤一两，用彼国金钱十二个，一斤该金钱一百九十二个，准中国铜钱四万九十文，尤其贵也。”
在阿拉伯中世紀文學名著天方夜譚裡，第五百六十夜辛巴達第六次的航海歷險中，描述了在一座不知名島上有座龍涎泉，蠟般的龍涎馨香四溢地流向大海，為鯨取食，隨即噴出而在海面上凝結成龍涎香。顯見作者雖然了解龍涎香和鯨的關係；但可能不明白其構成機制，又或者單純為故事增添神話色彩。

## 外部連結
- University of Miami Ambergris FAQ (out dated info)
- Natural History Magazine Article: Floating Gold -- The Romance of Ambergris
- Ambergris - A Pathfinder and Annotated Bibliography
- On the chemistry and ethics of Ambergris
- Scientific American Strange but True: Whale Waste Is Extremely Valuable
- 马蓉池，（1997年），海洋中的灰色金子：龙涎香，摘自《海洋世界雜誌》1997年5月號，南海海洋研究所。
- 全国文化信息资源共享工程：海洋百科：龙涎香 （页面存档备份，存于）
- 果壳网：龙涎香，是鲸鱼呕吐物吗？ （页面存档备份，存于）